# Girlfriend (NSYNC)
Girlfriend è un singolo della boy band statunitense NSYNC in collaborazione con il rapper statunitense Nelly, pubblicato il 12 marzo 2002 come terzo e ultimo estratto dal loro quinto album Celebrity. Si tratta dell'ultimo singolo rilasciato della band prima dello scioglimento e l'ultimo singolo in più di 20 anni, ovvero prima della reunion avvenuta nel 2023 con il singolo Better Place.

## Tracce
CD Maxi
1. Girlfriend (feat. Nelly) (The Neptunes Remix) – 4:43
2. Girlfriend (Album Version) – 4:13
3. Gone (Gone Clubbin' "I'll Be Back Late" Mix) – 5:57

- Extras: Gone (Video)

## Classifiche

### Classifiche settimanali
| Classifica (2002) | Posizione massima |
| ----------------- | ----------------- |
| Australia         | 2                 |
| Austria           | 43                |
| Belgio (Fiandre)  | 34                |
| Belgio (Vallonia) | 65                |
| Danimarca         | 6                 |
| Germania          | 6                 |
| Irlanda           | 8                 |
| Norvegia          | 12                |
| Nuova Zelanda     | 13                |
| Paesi Bassi       | 8                 |
| Regno Unito       | 2                 |
| Stati Uniti       | 5                 |
| Svezia            | 36                |
| Svizzera          | 23                |

### Classifiche di fine anno
| Classifica (2002) | Posizione |
| ----------------- | --------- |
| Australia         | 26        |
| Germania          | 73        |
| Paesi Bassi       | 70        |